# Paralacydes arborifera
Paralacydes arborifera là một loài bướm đêm thuộc phân họ Arctiinae, họ Erebidae.